# Подводный планёр
Подводный планер (англ. underwater glider) — автономный подводный аппарат (АНПА), приводимый в движение за счёт изменения плавучести. С начала 2000-х годов применяются в научных и коммерческих исследованиях океана, военном деле и др..

## Принцип движения
Источником (единственным или основным) движения является изменение плавучести. Вертикальный импульс всплытия или погружения преобразуется в горизонтальный изменением относительного положения центров (тяжести, плавучести, давления…), подобно тому, как это делают воздушные планеры. Указанный принцип движения позволяет резко сократить расход энергии, что, в свою очередь, позволяет принципиально увеличить дальность плавания, хотя и с небольшой скоростью. В конце XX века были созданы планеры с дальностью автономного плавания в тысячи километров.

## Максимальная скорость
При прочих идеальных параметрах, а также приняв g = 9,8 для оценки максимально достижимой скорости можно воспользоваться формулой:
vxmax = 2,4 * power(dm / Cx, 1/2) * power (V, 1/6)
где
vxmax — теоретически максимально достижимая скорость (м/с)
dm — доля массы аппарата, используемая для изменения плавучести (безразмерный коэффициент)
Cx — коэффициент лобового сопротивления тела (обычно в пределах 0,03…0,06)
V — объемное водоизмещение тела (м3)
В реальности достижимо получение до ~0,8 от этого теоретического предела. К примеру, у аппарата Slocum Electric водоизмещением 0,05 тонны, Cx порядка 3,5 и вариацией массы на 250 грамм (dm=0,25/50=0,005) реальная скорость продольного хода колеблется в районе 0,27 м/с.
Подводная лодка водоизмещением 4 тыс. тонн путём откачки и приема 10 тонн уравнительного балласта могла бы достигать при развитом горизонтальном крыле скорости ~1,7 м/с (около 3 узлов), возможно чуть более. Если амплитуда движения по глубине при этом составит до 200 м, то на дистанцию порядка 700 м такая лодка затратит около 20 МДж энергии за 7 минут, что эквивалентно движению с мощностью 50 кВт (~65 кВт на гребном валу и ~70 кВт на гребном электромоторе). Это соизмеримо по расходам энергии с традиционной тягой, а также создает знакопеременные нагрузки в конструкции и усложняет управление, поэтому для лодок режим пассивного аквапланирования как основной метод движения не применяется. Тем не менее для малых аппаратов водоизмещением до ~100 тонн такой режим основного или вспомогательного хода может оказаться вполне энергетически оправданным.

## История
Принцип движения подводных планеров был впервые предложен в 1989 году океанографом Генри Стоммелом (Henry Stommel) по аналогии с движением рыб и китообразных.